# Langeland

Langelands position i Danmark.

Langeland är en dansk ö i region Syddanmark, belägen mellan Fyn och Lolland, i södra delen av Stora Bält.
Ön är 52 kilometer lång och 11 kilometer bred på det bredaste stället, den har en yta av 284 km². Invånarantalet är 12 280 (2020)
och den största orten är Rudkøbing.
Från Fyn kan man, via öarna Tåsinge och Siø, köra över broar till Rudkøbing på västra Langeland. Från Spodsbjerg på östra sidan Langeland går det färjor till Lolland. 
I mars 1659 under det dansk-svenska kriget blev ön anfallen av svenska soldater under Carl Gustaf Wrangel. Langelandsinvånarna och danska soldater gjorde hårt motstånd mot svenskarna som led stora förluster. Slutligen blev dock danskarna tvungna att ge sig vilket resulterade i plundring och svält.

## Galleri

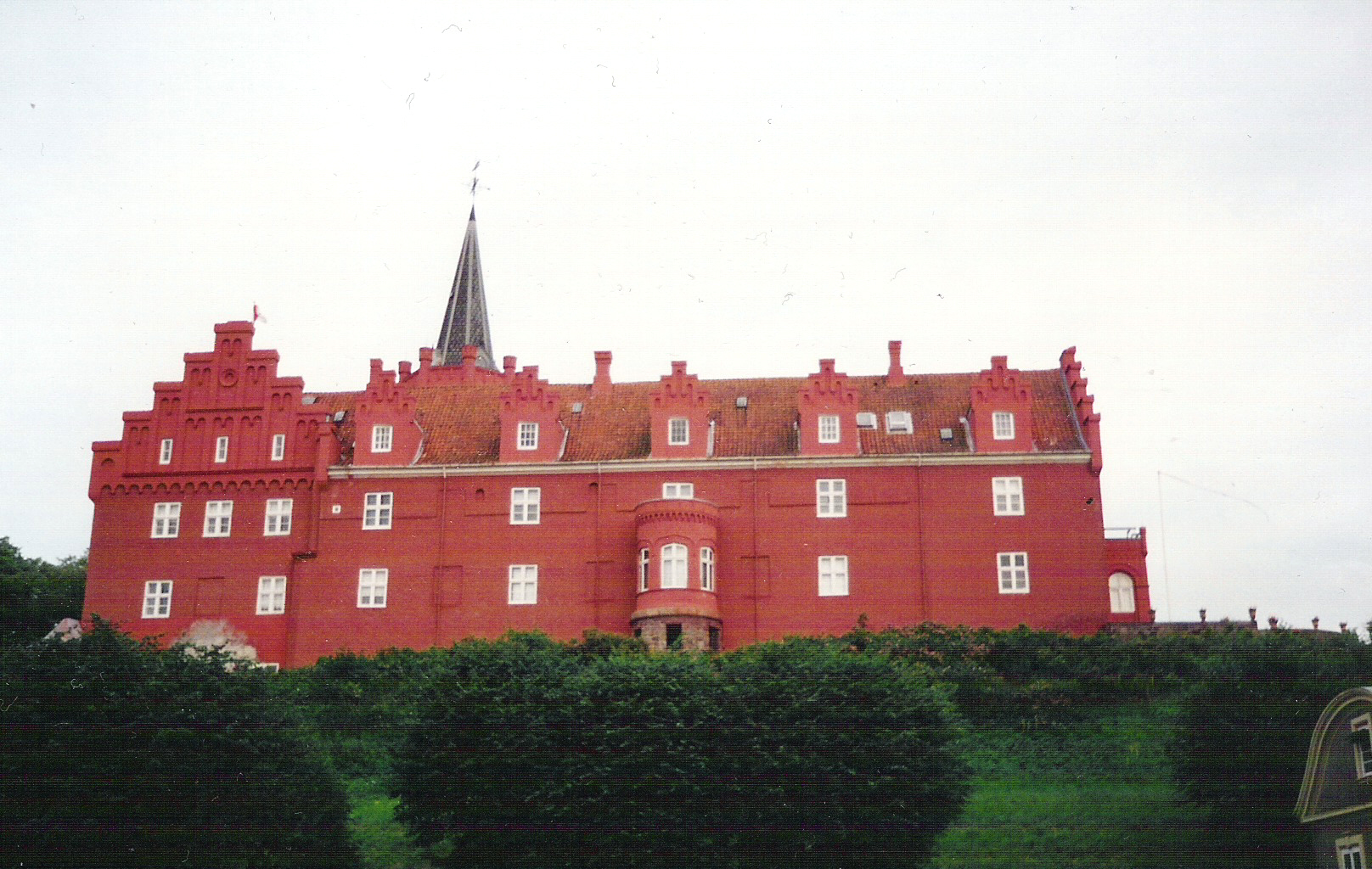
Tranekær slott
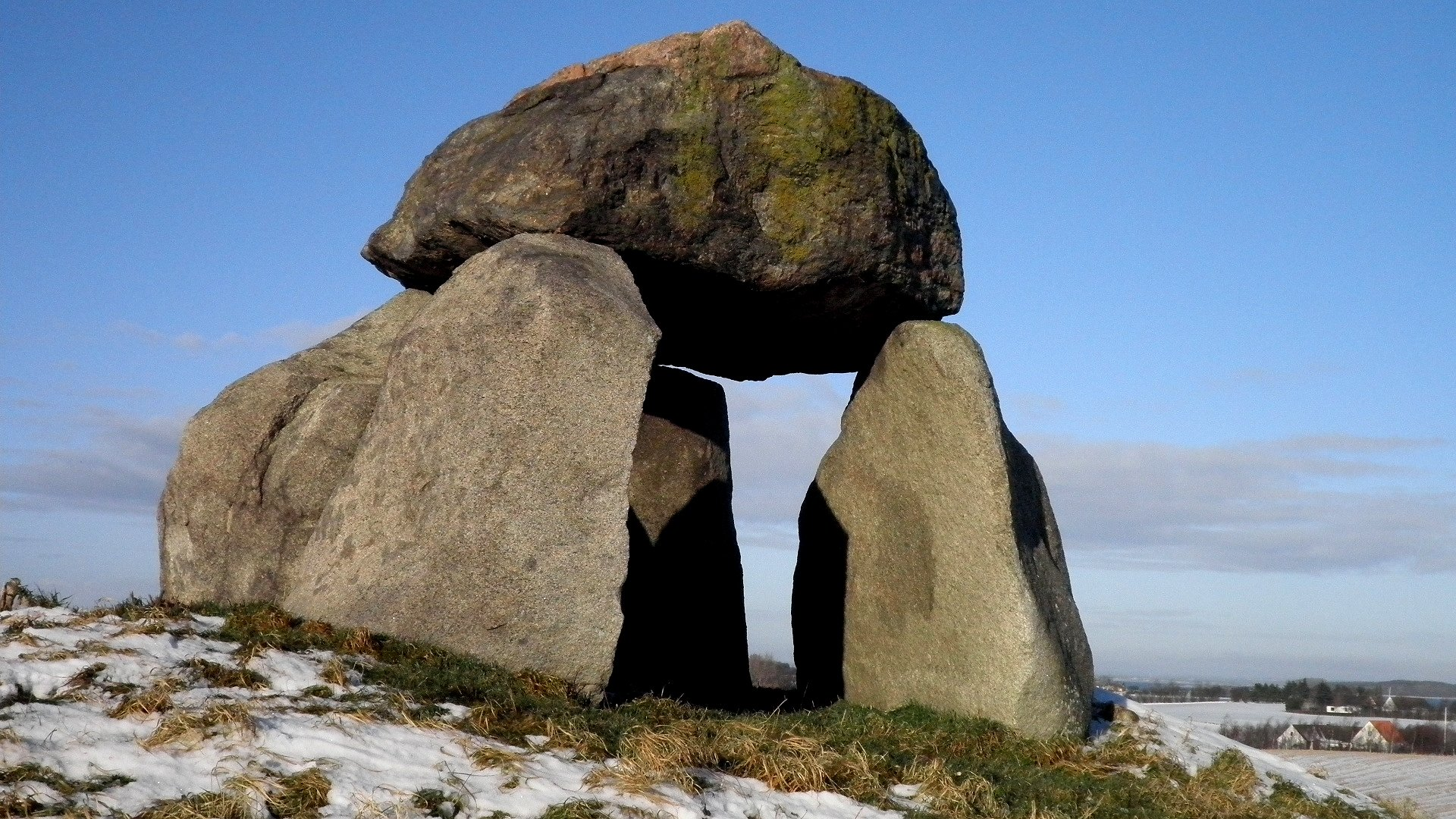
Stendösen Hagebølle